# Actinodure de Soulié
Espèce
Statut de conservation UICN

 LC  : Préoccupation mineure
L'Actinodure de Soulié (Actinodura souliei) est une espèce de passereau de la famille des Leiothrichidae.
Son nom commémore le missionnaire et botaniste Jean-André Soulié (1858-1905).

## Habitat
Il vit dans les forêts des plaines humides tropicales, subtropicales et tempérées.

## Répartition et sous-espèces
- Actinodura souliei soulie Oustalet, 1897 — Sichuan et nord du Yunnan ;
- Actinodura souliei griseinucha Delcour & Jabouille, 1930 — sud du Yunnan et nord du Viêt Nam.